# بیست و چهارمین جشنواره بین‌المللی فیلم برلین
بیست و چهارمین جشنواره بین‌المللی فیلم برلین از ۳۱ خرداد تا ۱۱ تیرماه ۱۳۵۳ خورشیدی برابر با ۲۱ جون تا ۲ جولای ۱۹۷۴ میلادی برگزار شد. 
خرس طلایی به فیلم کانادایی کارآموزی دادی کراویتز به کارگردان کانادایی تد کاچف تعلق گرفت. 
در این سال سینمای ایران موفق به دریافت یک جایزه در بخش اصلی و شش جایزه از سازمانهای مستقل شد.

## هیئت داوران
افراد زیر به عنوان اعضای هیئت داوران بخش مسابقه جشنواره معرفی شدند: 
- رودلفو کوهن (Rodolfo Kuhn)، فیلمساز آرژانتینی - رئیس هیئت داوران
- مارگارت هینکسمن (Margaret Hinxmann)، نویسنده و منتقد فیلم بریتانیایی
- پیترو بیانکی (Pietro Bianchi)، روزنامه نگار و منتقد فیلم ایتالیایی
- جرارد دوکو روپ (Gérard Ducaux-Rupp)، تهیه کننده فرانسوی
- کورت هاینز (Kurt Heinz)، آهنگساز آلمانی غربی
- آکیرا ایوازاکی ، مورخ و منتقد سینمای ژاپنی
- آرتور نایت ، مورخ و منتقد فیلم آمریکایی
- مانفرد پورزر (Manfred Purzer)، فیلمساز آلمان غربی
- پیت رویونکمپ (Piet Ruivenkamp)، منتقد فیلم هلندی

## بخش های رسمی

### رقابت اصلی
در برلیناله سال ۱۹۷۴، ۲۸ فیلم زیر برای دریافت جایزه خرس طلایی در رقابت بودند:
| شماره | عنوان فارسی                       | عنوان انگلیسی                                          | عنوان اصلی                            | کارگردان(ها)        | کشور                   |
| ----- | --------------------------------- | ------------------------------------------------------ | ------------------------------------- | ------------------- | ---------------------- |
| ۱     | مُشتی عشق                          | A Handful of Love                                      | En handfull kärlek                    | ویلوگت خومان        | سوئد                   |
| ۲     | جنگل طلسم شده‌ی املش               | The Amlash Enchanted Forest                            | העיר יער קסום                         | Shlomo Suriano      | اسرائیل                |
| ۳     | نهال                              | Ankur                                                  | अंकुर                                   | شیام بنگال          | هند                    |
| ۴     | اجرای هملت در روستای مردوشا دونجا | A Performance of Hamlet in the Village of Mrduša Donja | Predstava Hamleta u selu Mrduša Donja | کرستو پاپیچ         | یوگسلاوی               |
| ۵     | کارآموزی دادی کراویتز             | The Apprenticeship of Duddy Kravitz                    | The Apprenticeship of Duddy Kravitz   | تِد کاچف             | کانادا                 |
| ۶     | پنج‌شنبه سیاه                      | Black Thursday                                         | Les Guichets du Louvre                | Michel Mitrani      | فرانسه                 |
| ۷     | من آنم که ... (انیمیشن کوتاه)     | Boasting                                               | من آنم که ...                         | علی‌اکبر صادقی       | ایران                  |
| ۸     | جنگ بابی                          | Bobby's War                                            | Bobbys krig                           | Arnljot Berg        | نروژ                   |
| ۹     | نان و شکلات                       | Bread and Chocolate                                    | Pane e cioccolata                     | فرانکو بروزاتی      | ایتالیا                |
| ۱۰    | چارلی تک چشم                      | Charley One-Eye                                        | Charley One-Eye                       | دان چفی             | انگلستان، ایالات متحده |
| ۱۱    | ساعت‌ساز سن پل                     | The Clockmaker                                         | L'Horloger de Saint-Paul,             | برتران تاورنیه      | فرانسه                 |
| ۱۲    | کنسرت                             | The Concert                                            | The Concert                           | Claude Chagrin      | انگلستان               |
| ۱۳    | سرباز وظیفه                       | The Conscript                                          | De loteling                           | Roland Verhavert    | بلژیک                  |
| ۱۴    | زمین ترانه‌ای گناه‌آلود است         | The Earth Is a Sinful Song                             | Maa on syntinen laulu                 | Rauni Mollberg      | فنلاند                 |
| ۱۵    | افی بریست                         | Effi Briest                                            | Fontane Effi Briest                   | راینر ورنر فاسبندر  | آلمان غربی             |
| ۱۶    | به نام مردم                       | In the Name of the People                              | Im Namen des Volkes                   | Ottokar Runze       | آلمان غربی             |
| ۱۷    | مالکوم کوچک                       | Little Malcolm                                         | Little Malcolm                        | Stuart Cooper       | انگلستان               |
| ۱۸    | عشق کاپیتان براندو                | The Love of Captain Brando                             | El amor del capitán Brando            | خائیمه د آرمینیان   | اسپانیا                |
| ۱۹    | پلیکان                            | The Pelican                                            | Le Pélican                            | ژرار بلن            | فرانسه                 |
| ۲۰    | شورش در پاتگونیا                  | Rebellion in Patagonia                                 | La Patagonia rebelde                  | اکتور اولیورا       | آرژانتین               |
| ۲۱    | سرود سحرگاه                       | Rise, Fair Sun                                         | 朝やけの詩                            | کی کومای            | ژاپن                   |
| ۲۲    | ساگارانا: دوئل                    | Sagarana: The Duel                                     | Sagarana, o Duelo                     | Paulo Thiago        | برزیل                  |
| ۲۳    | موجودات دریایی                    | Sea Creatures                                          | Sea Creatures                         | Robin Lehman        | انگلستان               |
| ۲۴    | طبیعت بی‌جان                       | Still Life                                             | طبیعت بی‌جان                           | سهراب شهید ثالت     | ایران                  |
| ۲۵    | تنبیه (فیلم کوتاه)                | Punishment                                             | Straf                                 | Olga Madsen         | هلند                   |
| ۲۶    | شماره ۱۳ وجود دارد                | There Is No 13                                         | There Is No 13                        | William Sachs       | ایالات متحده           |
| ۲۷    | دو                                | Two                                                    | Two                                   | Charles Trieschmann | ایالات متحده           |
| ۲۸    | زامی                              | Zeami                                                  | 世阿彌                                | Susumu Harada       | ژاپن                   |

### بخش خارج از مسابقه
- با تو و بدون تو (به انگلیسی: With You and Without You) به کارگردانی رادیون ناخاپتوف (اتحاد جماهیر شوروی)

## جوایز رسمی
جوایز زیر توسط هیئت داوران اهدا شد: 
- خرس طلایی: کارآموزی دادی کراویتز اثر تد کاچف از کانادا
- خرس نقره ای:

1. خرس نقره ای – جایزه ویژه هیئت داوران: ساعت ساز سن پل اثر برتران تاورنیه از فرانسه
2. نان و شکلات اثر فرانکو بروزاتی از ایتالیا
3. طبیعت بی جان اثر سهراب شهید ثالث از ایران
4. مالکوم کوچک اثر Stuart Cooper از انگلستان
5. به نام مردم اثر Ottokar Runze از آلمان غربی
6. شورش در پاتاگونیا اثر اکتور الیورا از آرژانتین

- خرس طلایی بهترین فیلم کوتاه: کنسرت  اثر Claude Chagrin از انگلستان
- خرس نقره ای – جایزه ویژه هیئت داوران بهترین فیلم کوتاه: موجودات دریایی اثر Robin Lehman از انگلستان
- خرس نقره ای – جایزه ویژه هیئت داوران بهترین فیلم کوتاه: تنبیه (به هلندی: Straf) اثر Olga Madsen از هلند

## جایزه فدراسیون بین‌المللی منتقدان فیلم (FIPRESCI)
- طبیعت بی جان اثر سهراب شهید ثالث از ایران

#### فیلم تحسین‌شده فیپرشی
- خواستگاری آنا (به انگلیسی: The Matchmaking of Anna) به کارگردانی پانتلیس وولگاریس از یونان

## جوایز اینترفیلم (INTERFILM)
فیلم‌های برگزیده و تحسین‌شده‌ای سازمان اینترفیلم، سازمان بین‌المللی فیلم بین‌کلیسایی (به انگلیسی: International Interchurch Film Organization) که توسط هیئت داورانی جداگانه از بخش اصلی انتخاب شدند:

### برنده‌ی جایزه بزرگاینترفیلم[الف]
- افی بریست به کارگردانی راینر ورنر فاسبندر از آلمان غربی

#### برندگان بخش فروم سینمای نو اینترفیلم[ب]
- یک اتفاق ساده به کارگردانی سهراب شهید ثالث از ایران
- خواستگاری آنا (به انگلیسی: The Matchmaking of Anna) به کارگردانی پانتلیس وولگاریس از یونان

### برنده‌ی جایزه Otto Dibelius اینترفیلم
- طبیعت بی جان اثر سهراب شهید ثالث از ایران

#### فیلمهای تحسین‌شده بخش فروم سینمای نو اینترفیلم[پ]
- کودکی من به کارگردانی Bill Douglas از انگلستان
- آخرین تزئینات خانه (به انگلیسی: The Matchmaking of Anna) به کارگردانی Yves Yersin از سوئیس

## جوایزهOCIC
فیلم‌های برگزیده سازمان OCIC، سازمان بین‌المللی کاتولیک سینما و سمعی-بصری (به فرانسوی: Organisation catholique internationale du cinéma et de l'audiovisuel) که توسط هیئت داورانی جداگانه از بخش اصلی انتخاب شدند:

### برندگان جایزه‌ی OCIC
- ساعت ساز سن پل اثر برتران تاورنیه از فرانسه (از بخش مسابقه)
- یک اتفاق ساده به کارگردانی سهراب شهید ثالث از ایران (از بخش فروم سینمای نو)

#### فیلم‌های تحسین شده OCIC از بخش مسابقه
- طبیعت بی جان اثر سهراب شهید ثالث از ایران

- نان و شکلات اثر فرانکو بروزاتی از ایتالیا

#### فیلم‌های تحسین شده OCIC از بخش فروم فیلم نو[ت]
- کودکی من (به انگلیسی: My Childhood) به کارگردانی Bill Douglas از انگلستان
- خواستگاری آنا (به انگلیسی: The Matchmaking of Anna) به کارگردانی پانتلیس وولگاریس از یونان
- جنگ یک مرد (به فنلاندی: Yhden miehen sota) به کارگردانی Risto Jarva از فنلاند
- آخرین تزئینات خانه (به آلمانی: The Matchmaking of Anna) به کارگردانی Yves Yersin از سوئیس

## جایزه .C.I.D.A.L.C
فیلم‌های برگزیده کمیته بین المللی اشاعه هنر و ادبیات از طریق سینما (به‌ اختصار .C.I.D.A.L.C): 
- سرباز وظیفه (به انگلیسی: The Conscript) به کارگردانی Roland Verhavert از بلژیک

#### جایزه گاندی .C.I.D.A.L.C
- انیمیشن کوتاه من آنم که... اثر علی‌اکبر صادقی از ایران